# Dan Grecu
Dănuț "Dan" Grecu, född den 26 september 1950 i Bukarest, Rumänien, död
12 december 2024 var en rumänsk gymnast.
Han tog OS-brons i ringar i samband med de olympiska gymnastiktävlingarna 1976 i Montréal.